# Flitzer (Film)
Flitzer (teilweise mit dem Untertitel Manchmal muss man mutig sein) ist eine Schweizer Filmkomödie von Peter Luisi aus dem Jahr 2017. Das Drehbuch hat Luisi zusammen mit dem Kabarettisten Beat Schlatter geschrieben, der auch die Hauptrolle spielt.
Der Film kam am 12. Oktober 2017 in die Schweizer Kinos und wurde ab dem 16. November 2017 in Deutschland gezeigt. Das Produktionsbudget betrug rund drei Millionen Franken.

## Handlung
Der alleinerziehende Lehrer Balz Näf hat für den Neubau des Sportplatzes seiner Badener Schule mehr Geld eingesammelt als nötig. Mit dem Überschuss will er seinen Lebenstraum verwirklichen, die Einrichtung eines Gottfried-Keller-Museums. Der Schulleiter hatte ihm das ursprünglich versprochen, lässt nun aber doch das Kollegium abstimmen, das stattdessen entscheidet, den Sportplatz zusätzlich mit Kunstrasen auszustatten. Als der enttäuschte Näf mitbekommt, wie der Buchmacher Kushtrim ein Fussballspiel manipuliert, wettet er das Geld für den Sportplatz auf dieses, um das Museum auf diese Art zu finanzieren. In der entscheidenden Spielsituation wird der Stürmer von einem Flitzer abgelenkt, und Näf verliert den gesamten Einsatz.
Angesichts seiner nun zerstörten Existenz verlangt er von Kushtrim Informationen zum nächsten manipulierten Spiel. Der hat jedoch selbst viel Geld verloren und seine Verbindung bereits ausgereizt, so dass keine weitere Bestechung in Frage kommt. Näf macht den Flitzer ausfindig und will ihn überreden, ein anderes Spiel so zu stören, dass er mittels eines Kredits auf das Ergebnis wetten kann, doch der will damit nichts zu tun haben. Er gibt Näf stattdessen einen Einblick in sein ausführliches Vorbereitungsprogramm und überzeugt ihn, dass Flitzen selbst ein Sport ist. Näf berichtet Kushtrim vom nächsten geplanten Auftritt des Flitzers und schlägt ihm vor, Wetten darauf anzubieten, wie lange er sich auf dem Platz halten kann. Kushtrim lehnt zunächst ab, aber da die Idee bei seinen Kunden gut ankommt, verspricht er ihm für Insidertipps zu Flitzern schliesslich doch eine Gewinnbeteiligung.
Mit der Provision für die erste Flitzerwette kann Näf eine Anzahlung für den Sportplatz leisten, dessen Bauleiter nun allerdings jede Woche eine grosse Zahlung erwartet. Da aber der Flitzer verhaftet wird, rekrutiert Näf einen Arbeitslosen als neuen Flitzer, den er trainiert und ausrüstet. Beim ersten Einsatz wird der neue Mann jedoch verletzt, und da zudem die Einnahmen deutlich niedriger ausfallen, beschliesst Näf, ein ganzes Team anzuwerben, um mehr Flitzereinsätze durchführen zu können. Über ein Inserat zu einem Kurs zur Selbstüberwindung findet er weitere zukünftige Flitzer.
Die zunehmende Aktivität und Beliebtheit der Flitzer sorgt dafür, dass die Sicherheitsmassnahmen in den Stadien beträchtlich verstärkt werden. Um mehr über die Strategie der Ordnungshüter zu erfahren, lädt Näf die gegen die Flitzer ermittelnde Kommissarin Sandra Strebel, deren Tochter in seine Klasse geht, unter dem Vorwand schulischer Probleme zum Elterngespräch ein und befragt sie nach eventuellem Stress bei der Arbeit. Doch sie interpretiert das als Annäherungsversuch, und die beiden werden schliesslich ein Paar. So erfährt er auch, dass sie einen Undercover-Agenten in die Flitzergruppe einzuschleusen versucht. Er kann in Strebels Telefon und dem des Agenten die Kontaktnummer des jeweils anderen durch seine eigene ersetzen und verhindert so erfolgreich, dass der Agent der Kommissarin berichten kann, dass die Bande von Näf angeführt wird. Jedoch findet Strebel das aufgrund Näfs auffälliger Kappe wenig später selbst heraus. Kurz nachdem Näf gegenüber Kushtrim verkündet hat, sich nach dem Cup-Finale zurückzuziehen, da dann der Sportplatz abbezahlt und ihm Strebel wichtiger geworden sei als das Museum, fesselt sie ihn an ihr Bett und eilt ins Stadion, um dort die Flitzer noch vor ihrem Einsatz bei der Finalbegegnung medienwirksam verhaften zu lassen und öffentlich bekanntzugeben, dass Näf als Anführer ausgemacht und ebenfalls festgenommen wurde.
Der entkommt unterdessen dem Schlafzimmer und ist rechtzeitig vor Ende des Spiels im Stadion, um erstmals selbst zu flitzen. Nach einem Flitzerlauf in Weltrekordlänge, der ihn zum Publikumsliebling macht und Buchmacher Kushtrim riesige Gewinne beschert, wird Näf erneut festgenommen und sieht sich nun mit hohen Schadensersatzforderungen der Fussballvereine konfrontiert. Als Kushtrim diese begleicht, kommt Näf frei und hat seinerseits genug Geld eingenommen, um sowohl den Bau des Sportplatzes abzahlen als auch das erträumte Museum errichten zu können. Dieses wird sofort ein voller Erfolg und bringt ihm zusammen mit seinem mutigen Auftritt im Stadion den Stolz seiner zuvor stets abweisenden Tochter Elisa ein. Auch mit Strebel, die zwischenzeitlich den Ring gefunden hat, den er ihr vor seiner Festnahme überreichen wollte, kommt er wieder zusammen.

## Produktion
Der Film enthält Anspielungen auf Gottfried Kellers Novelle Kleider machen Leute. Das Titelbild des Buches wird im Vorspann gezeigt. Zudem nimmt die Hauptfigur Balz Näf im Film als Tarnnamen den Namen der Hauptfigur der Novelle, Wenzel Strapinski, an. Die Aussage der Novelle wird jedoch umgekehrt, wie Regisseur Peter Luisi in einem Interview erklärte: «Strapinski in der Novelle wird für einen anderen gehalten, weil er schönere Kleider trägt, als er sich leisten kann. So kommt er zu Ruhm und einer schönen Frau. Bei uns rennt Balz Näf alias Strapinski am Schluss nackt über das Spielfeld. Und bekommt genau dafür Anerkennung. Das ist das Gegenteil davon, wie die Welt normalerweise funktioniert: Man wird über Äusserlichkeiten beurteilt.» Auch der Autor Gottfried Keller selbst, gespielt von Walter Andreas Müller, hat im Film einen Auftritt.
Die Flitzerwetten waren eine reale Geschäftsidee Schlatters, für die dieser nach eigener Aussage sogar bereits Flitzer rekrutiert hatte. Nicht nur diese, sondern auch ihre Verfilmung stiessen auf Widerstand. So trennte sich Schlatter im Streit um den Film von seiner Managerin.
Für den Komiker Bendrit Bajra, der mit Kushtrim eine der Hauptrollen spielt, ist Flitzer die erste Filmrolle. Zahlreiche weitere Prominente haben in dem Film Kurzauftritte. So begleiten die Fussballkommentatoren Rainer Maria Salzgeber, Gilbert Gress und Beni Thurnheer die Fernsehübertragungen der Spiele, und unter den Fussballfunktionären befinden sich die realen solchen Ancillo Canepa und Fredy Bickel. Schwinger Christian Stucki spielt den Handlanger des Bauleiters, Sänger Büne Huber, von dem auch der Titelsong ist, einen Polizisten. Alt-Bundesrat Moritz Leuenberger hält eine selbst geschriebene Rede vor der Gottfried-Keller-Gesellschaft. Der bestechliche Torhüter ist Jörg Stiel, der mehr als zehn Jahre nach dem Ende seiner Profikarriere (u. a. als Schweizer Nationalspieler) unter eigenem Namen auftritt und im Film mehrfach als «zu alt» bezeichnet wird.

## Kritik
Der Film fand unter Kritikern ein gemischtes Echo. So vergab Bianka Piringer von spielfilm.de 4 von 5 Punkten («Eine heitere, unbekümmert-überdrehte Spiellaune durchzieht die ganze Geschichte. Selbst Nebenhandlungen werden bis ins Detail humorvoll ausgeschmückt. […] Ideenreichtum, absurder Witz und die Lust am Schlachten heiliger Kühe zeichnen diese vergnügliche Geschichte aus.») Thomas Vorwerk von filmstarts.de gab 3,5 von 5 («Eine echte Feelgood-Komödie, die trotz der Untertitel (Schwizerdütsch versteht ja nicht jeder) ein großes Publikum verdient hat: Charmante Darsteller, ein durchdachtes Drehbuch und lauter tolle kleine Ideen machen kleine Schwächen locker wett»;) Cinema dagegen 2 von 5 («Die umständliche Inszenierung korrespondiert mit der enervierenden Naivität der Figuren und einer nur wenig durchdachten Filmidee»).
Das Ensemble der Schauspieler wusste viele Kritiker zu überzeugen. So zeige der Film laut Stefan Benz von der Wormser Zeitung «Eidgenossen, die so flink, frech und sexy sind, wie man das bisher eher Dänen oder Schweden nachgesagt hatte», und Joachim Kurz von kino-zeit.de zufolge verzeihe man dem Film «Dank des engagierten Spiels der Darsteller (vor allem die Truppe der Flitzer bildet hierbei ein Ensemble, wie man es sonst nur in den besten britischen Komödien findet) […] gerne jede, ohnehin nur kleinere Schwäche und ergötzt sich an dem hohen Tempo sowie dem Spielwitz, die aus einem kleinen Verlierer einen ganz großen Gewinner werden lassen».
Eine häufige Feststellung der Kritiker ist, dass die der Filmthematik innewohnende Nacktheit vergleichsweise dezent gehandhabt wird, so sei die Komödie «nur bedingt exhibitionistisch» (Vorwerk) und sorge «für nacktes Vergnügen, ganz ohne unangenehmen Voyeurismus» (Antje Wessels). Laut Cornelius Oettle von der Stuttgarter Zeitung komme man nicht umhin, «dem Charme dieses Streifens zu erliegen, der trotz nackter Haut familienfreundlich ist». Er sei zudem «albern, aber witzig» und biete eine «ausgefallene Geschichte». Auch nach kino.de konzentriere sich die «lustvolle Mischung aus Heistmovie und Sportkomödie […] weniger auf nackte Haut, statt auf das aberwitzige Katz-und-Maus-Spiel zwischen dem Lehrer Näf und den Polizisten».
Die Handlung wird teilweise als absurd gesehen, eine Schwäche wird darin aber vielfach nicht erkannt. So schreibt Kurz dazu: «Zwar ist nicht jede ihrer zahlreichen Drehbuchwendungen durchgehend überzeugend, allerdings geraten selbst noch so überzogene Twists niemals zum Selbstzweck, sondern stehen stets im Dienste der Dramaturgie, die ihren (Anti)Helden so immer weiter unter Druck setzt, bis der in seiner Not jegliche Zurückhaltung aufgibt und zu einer Art moderner Robin Hood der Dichtkunst Kellers mutiert.» Und Wessels hält es für «das große Kunststück der Macher, die Leinwandereignisse bis zuletzt weitestgehend realistisch aussehen zu lassen, obwohl es die Situation an sich selbst natürlich zu keinem Zeitpunkt ist; und genau deshalb ist ‹Flitzer› auch so lustig. Tatsächlich trifft in ‹Flitzer› so gut wie jeder Gag voll ins Schwarze, doch vor allem sind es jene Momente, die mit der Verbindung aus Karikatur und Realismus spielen, die hier für die größten Lacher sorgen.»
MJ Lee, die den auf Kritiken zu Fussballfilmen spezialisierten amerikanischen Blog soccermoviemom.com betreibt, nannte Flitzer den vielleicht witzigsten Fussballfilm, den sie besprochen hat, und verglich das Zusammenspiel von kaputten Charakteren und detaillierten Handlungsmechanismen mit einer Schweizer Uhr, die einem eine exzellente Zeit beschert.
Schon im Vorfeld der Veröffentlichung des Films kritisierte Susanne Stahel, Sprecherin der Behindertenorganisation Pro Infirmis, öffentlich eine auch im Trailer enthaltene Aussage von Kushtrim (Bendrit Bajra), der Näfs Idee mit den Wetten auf Flitzer zunächst als «geistig behindert» bezeichnet. Das sei diskriminierend. Luisi und Schlatter verteidigten den Spruch als authentische Aussage der Figur, die sich zudem nicht gegen Behinderte richte.